# نمایشگاه بین‌المللی کتاب قاهره
نمایشگاه بین‌المللی کتاب قاهره (به انگلیسی: Cairo International Book Fai) بزرگترین نمایشگاه کتاب در آفریقا و جهان اسلام است.
این نمایشگاه در سال ۱۹۶۹ در قاهره بنیان نهاده شد. هر ساله میلیون‌ها نفر در این نمایشگاه بازدید به عمل آورده و در سال ۲۰۱۸ میزان بازدیدمنندگان و خریداران کتاب به ۴ و نیم میلیون نفر رسید. در سال ۲۰۰۶ این نمایشگاه بعد از نمایشگاه کتاب فرانکفورت، دومین نمایشگاه کتاب دنیا از حیث بازدیدکننده بود.